# Gnathaena
Gnathaena, levde på 300-talet f.Kr., var en grekisk hetär under antiken.  
Hon var verksam i Aten och berömd för de fester hon arrangerade och sin kvicka konversation. Hon är också känd som författaren till ett verk om korrekt umgängeskonst vid festbanketter. Bland hennes kunder nämns främst dramatikern Diphilus. 